# Ushaw Moor
Ushaw Moor är en ort i Storbritannien.   Den ligger i kommunen Durham i riksdelen England, i den centrala delen av landet, 400 km norr om huvudstaden London. Ushaw Moor ligger 116 meter över havet och antalet invånare är 5 502.
Terrängen runt Ushaw Moor är lite kuperad, och sluttar österut. Runt Ushaw Moor är det tätbefolkat, med 476 invånare per kvadratkilometer. Närmaste större samhälle är Durham, 4,6 km öster om Ushaw Moor. Omgivningarna runt Ushaw Moor är en mosaik av jordbruksmark och naturlig växtlighet.